# سونیا آگراوال
سونیا آگراوال (به انگلیسی: Sonia Agarwal) (زاده ۲۸ مارس ۱۹۸۲) بازیگر هندی است.
از فیلم‌هایی که وی در آن نقش داشته‌است می‌توان به ۷رنگ شکیل دهنده رنگین کمان، هویت، برنده، یک روز، یک رؤیا و آسمان اشاره کرد.